# گروه فارس
گروه فارس مجموعه‌ای از سازندهای زمین‌شناسی زاگرس با سن میوسن و قسمتی از پلیوسن است. ضخامت رسوبات این گروه در لرستان و فارس حدود ۳۰۰۰ متر و در فرو افتادگی دزفول و بندرعباس حدود ۶۰۰۰ متر است. سازندهای این گروه شامل گچساران، بخش گوری، سازند میشان و آغاجاری است.
سازندهای گروه فارس به طور هم‌شیب بر روی سازند آهک‌های سازند آسماری، قرار دارد و قسمت زیرین آن گچی بوده و مانع اصلی خروج مواد نفتی شده است. در سازندهای فارس رخساره‌های نرم‌تنان، خارپوستان، مرجان‌ها و میکروفسیل‌های مختلف دیده شده است.